# Instituto Ricardo Brennand
Het Instituto Ricardo Brennand (IRB), ook wel Kasteel Brennand genoemd, is een Braziliaans cultureel instituut in Recife dat in 2002 door de kunstverzamelaar Ricardo Brennand werd opgericht. Het instituut is gevestigd in een kasteel in neotudorstijl met een oppervlakte van 77.000 m2. Het kasteel wordt omgeven door een tuin, met een totale oppervlakte van 18.000 hectare.
Het instituut herbergt onder meer een museum, een pinacotheek en een bibliotheek. De collectie bestrijkt de periode vanaf het middeleeuwse Europa van de vijftiende eeuw tot het negentiende-eeuws Brazilië. Deze collectie bestaat uit Braziliaanse en buitenlandse schilderijen, waaronder de grootste private collectie schilderijen van Frans Post, diverse kleine handwapens, wandtapijten, decoratieve kunst, beeldhouwwerk en meubilair. De nadruk van de collectie ligt op schilderijen die in Nederlands-Brazilië zijn gemaakt.